# إكسورة كمبودية
إكسورة كمبودية (الاسم العلمي:Ixora cambodiana) هي نوع من النباتات يتبع جنس الإكسورة من الفصيلة الفوية.